# Judith Arlene Resnik
Judith Arlene Resnik dr. (Akron, Ohio, 1949. április 5. – Cape Canaveral, Florida, 1986. január 28.) amerikai űrhajós.

## Életpálya
1970-ben a Carnegie Mellon Egyetemen villamosmérnöki oklevelet kapott. 1977-ben a University of Maryland keretében doktorált.
1978. január 16-tól a Lyndon B. Johnson Űrközpontban részesült űrhajóskiképzésben. Az első hat női űrhajós között kapott helyet. Egy űrszolgálata alatt összesen 6 napot és 56 percet (145 óra) töltött a világűrben. Az első amerikai zsidó űrhajós, az első zsidó nő a világűrben, a második zsidó (az első Borisz Valentyinovics Volinov) aki űrszolgálatot teljesített. Az 1986. január 28-án az STS–51–L, Challenger űrrepülőgép katasztrófa következtében vesztette életét.

## Űrrepülések
- STS–41–D, a Discovery űrrepülőgép első repülésének küldetés specialistája. Három kommunikációs műholdat állítottak pályára és a meghatározott kutatási, kísérleti programot végezték. Egy űrszolgálata alatt összesen 6 napot, 00 órát és 12 percet (145 óra) töltött a világűrben. 4 007 000 kilométert (2 490 000 mérföldet) repült, 97 alkalommal kerülte meg a Földet.
- STS–51–L, a Challenger űrrepülőgép 10. repülésének küldetés specialistája. A Challenger katasztrófa következtében nem tudta teljesíteni küldetését.

## Kitüntetések
- A Vénuszon és a Holdon egy-egy kráter, valamint a 3356 számú aszteroida viseli a nevét.
- Az Institute of Electrical and Electronics Engineers róla elnevezett kitüntetését (IEEE Judith A. Resnik elismerés) a mérnöki munkában kiemelkedő teljesítményt nyújtó személyek, illetve csoportok kaphatják meg.